# Гасан I
Гасан I (годы рож. и см. неизв.) — армянский князь Хачена конца XII—начала XIII века. Владения охватывали Верхний Хачен с центром в местечке Зар а также область Сотк. Был женат на Доп — дочери Саркиса Закаряна. Последнее упоминание в исторических источниках относится к 1204 году. После кончины Гасана I некоторое время правила его жена Доп. С этого исторического периода ветвь Араншахиков Верхнего Хачена именовалась Допян.
Брат Гасана I Ованес был одним из видных духовных деятелей Восточной Армении.